# 懷特里弗鎮區 (密歇根州)
懷特里弗鎮區（英語：White River Township）是位於美國密歇根州馬斯基根縣的一個行政鎮區。

## 地方資料
懷特里弗鎮區的面積為42.70平方千米，當中陸地面積為41.10平方千米，而水域面積為1.60平方千米。根據2020年美國人口普查的數據，當地共有人口1383人，而人口密度為每平方千米32.39人。